# Wilhelm von Schaumburg-Lippe

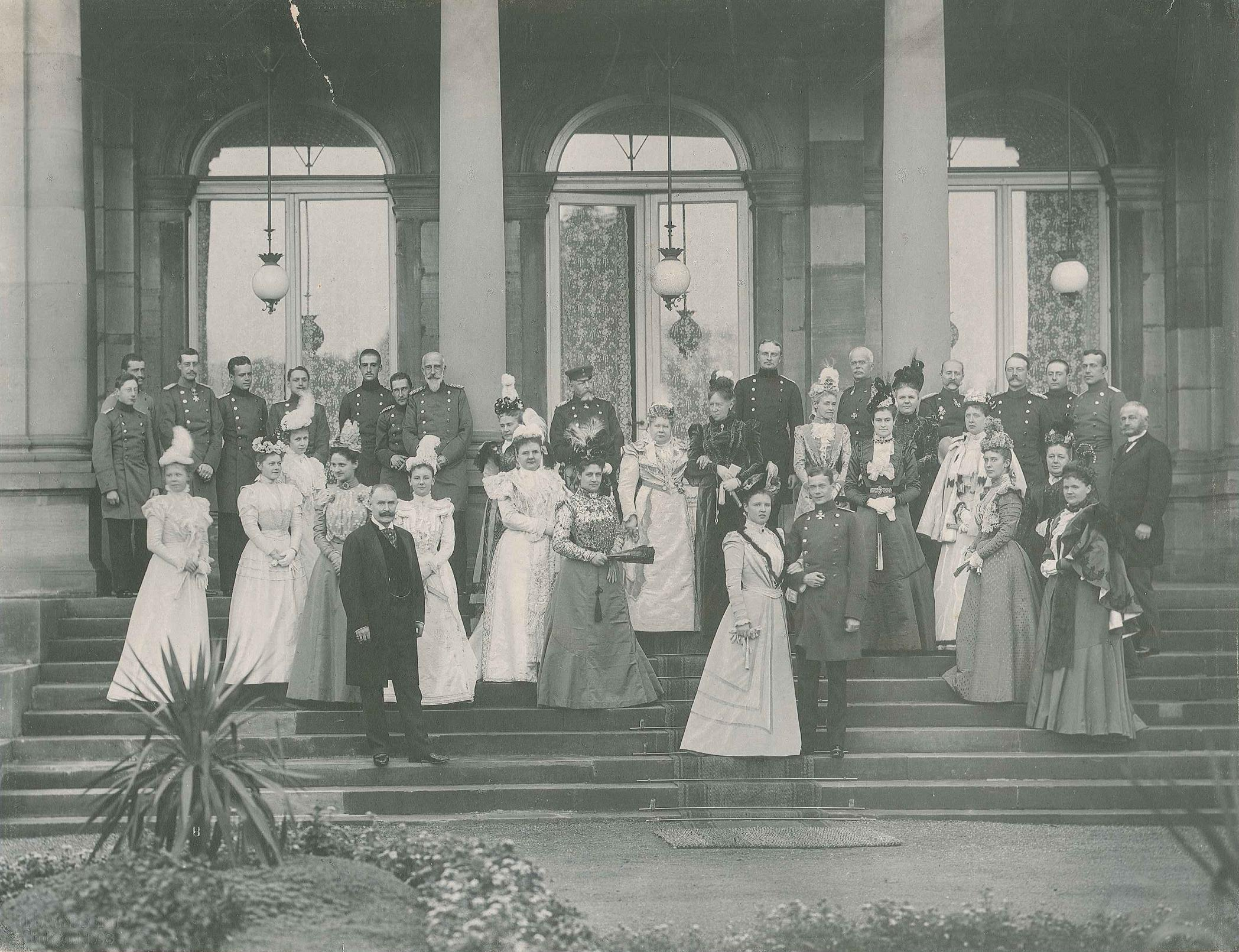
Ślub Pauliny von Württemberg w 1898 w Stuttgarcie. Ks. Wilhelm po prawej

Książę Wilhelm Schaumburg-Lippe (ur. 12 grudnia 1834 w Bückeburgu – zm. 4 kwietnia 1906 w Pałacu w Ratibořicach koło Nachodu) – książę Schaumburg-Lippe, generał kawalerii cesarskiej i królewskiej Armii. 

## Życie

### Dzieciństwo i młodość
Książę Wilhelm Karl August Schaumburg-Lippe przyszedł na świat jako drugi syn panującego księcia Jerzego Wilhelma Schaumburg-Lippe i jego małżonki, księżnej Idy Waldeck i Pyrmont. Miał ośmioro rodzeństwa: następcę tronu księcia Adolfa urodzonego dnia 1 sierpnia 1817, księżną Matyldę urodzoną 11 września 1818, księżną Adelajdę urodzoną 9 marca 1821, księżną Idę urodzoną 26 maja 1824 i księżną Elżbietę urodzoną 5 marca 1841. Troje zmarło we wczesnym dzieciństwie. Jego pierwszym wychowawcą był radca Emil Begemann, który w późniejszym czasie został mianowany nadwornym kaznodzieją. W dalszych latach opiekę nad księciem sprawowali: August Wolrad von Baumach i Hermann Lindinger.
Lindinger poza lekcjami stale towarzyszył księciu w licznych wycieczkach, przejażdżkach po wodzie i jeździe na łyżwach. Potrafił znakomicie wpływać na jego liczne zainteresowania i wspaniale rozwijać w księciu zmysł praktyczny. Od roku 1852 udzielano Wilhelmowi lekcji w dziedzinie nauk militarnych, rysunku planistycznego, fortyfikacji, taktyce itd. Jego wojskowymi instruktorami zostali porucznik Prätorius i Mensing oraz inni oficerowie z książęcej sekcji strzelców. Odbył również służbę praktyczną. Kiedy to kształcenie dobiegło końca, w dniu swoich urodzin 12 grudnia 1853 został mianowany porucznikiem Książęcego Batalionu Strzelców i przydzielony do 1 kompanii. Lata nauki przedzielone były wieloma podróżnami. Odbywał je w towarzystwie nauczycieli lub rodziców.
W 1854 roku rozpoczął książę Wilhelm studia w Bonn. W okresie studiów uczęszczał na wykłady prawa i nauk politycznych, jednocześnie matematyki i nauk przyrodniczych, którymi się szczególnie interesował. Był między innymi słuchaczem u profesora Bőcking w dziedzinie „Instytucji” oraz u profesora Bluhme uczącego encyklopedii prawnej. Według świadectw z tamtego okresu Wilhelm charakteryzował się „wzorową pilnością i zapałem do nauki“. W semestrze zimowym 1854/55 od 2 listopada był słuchaczem w dziedzinie pandektów (Prawa rzymskiego) a w semestrze letnim 1855 od 1 maja uczestniczył w wykładach z niemieckiej historii państwa i prawa u profesora Waltera. W 1859 roku wstąpił do armii austriackiej, której pozostał wierny do końca życia. 

### W Nachod
Po śmierci ojca 21 listopada 1860 roku zgodnie z testamentem książę Wilhelm przejął włości w Nachod-Chwalkowitz oraz pałac w Bückeburgu. Zajął się reformą podległej sobie administracji. Zabiegał przede wszystkim o stworzenie fideikomisu. Prace nad jego powstaniem przebiegały powoli. Fideikomis ostatecznie został definitywnie zatwierdzony przez cesarza dopiero w 1873 roku po uregulowaniu spraw finansowych i po wejściu w życie nowej konstytucji Austro-Węgier. W pierwszych latach po objęciu nowych ziem Wilhelm skierował swoją uwagę  szczególnie na poprawę hodowli owiec. Wełna była wówczas bardzo wysoko w cenie, tak że dobra owczarnia stanowiła opłacalną lokatę kapitału. Interesował się jak większość opinii publicznej rozbudową kolei. Rozważał rozwój transportu, przesyłu towarów i usług. Był pełen zapału i entuzjazmu. Pisał: 

Tutaj (w Nachodzie) mogę tworzyć. Człowiek dostrzega, że czegoś dokonuje, i daj Boże, będzie mu dane zebrać owoce swej pracy. Jaką radość sprawia nam podejmowanie działań, które nas całkowicie pochłaniają, nie pozostawiając ani chwili wolnego zbędnego czasu! Jakaż to radość, gdy się widzi, że tworzy się coś przydatnego dla siebie i własnej przyszłości, ale również dla innych. Czyż nie są to innego rodzaju radości, jak tylko myślenie o rozrywce, zabawie, itp.? Czas jest dla mnie rzeczą najcenniejszą na ziemi. Ponieważ jak dotąd zawsze brakowało mi czasu, nigdy się nie nudziłem, nawet gdy byłem sam, ponieważ zawsze miałem za mało czasu.

### Działalność patriotyczna i polityczna
Książę Wilhelm żywo interesował się wszystkimi sprawami życia publicznego, co udowadniał słowem i czynem, a nierzadko i znacznym poświęceniem osobistym. Poprzez swój udział w posiedzeniach parlamentu austriackiego i czujne śledzenie posiedzeń parlamentu czeskiego/landtagu, miał ciągłą styczność z polityką, i to w  szerokim, jak i wąskim znaczeniu, a poprzez swoje rozliczne kontakty z cesarzem, rządem i polityką, często służył pomocną radą czy wsparciem. Oddany cesarzowi,  austriacki patriota, potępiał wszystkie jednostronne dążenia, obojętnie z której by strony nie pochodziły; krytykował zarówno czeską narodową stronniczość, jak i destrukcyjne tendencje wszechniemieckie; poszukując sprawiedliwego rozwiązania dla uzasadnionych żądań obydwu nacji, szanował równouprawnienie obydwu języków, jednakże nie pozwalał na nieuprawnione wypieranie języka niemieckiego poprzez czeski.

## Małżeństwo i rodzina
Wilhelm dnia 30 maja 1862 w Dessau poślubił księżniczkę Batyldę von Anhalt-Dessau (1837–1902), córkę księcia Fryderyka Augusta von Anhalt-Dessau i jego żony księżniczki Marii Luizy von Hessen-Kassel. Para miała ośmioro dzieci:
- Charlotta von Schaumburg-Lippe (ur. 10 października 1864; zm. 16 lipca 1946),
- Franciszek Józef von Schaumburg-Lippe (ur. 8 października 1865; zm. 4 września 1881),
- Fryderyk von Schaumburg-Lippe (ur. 30 stycznia 1868; zm. 12 grudnia 1945) – następca księcia Wilhelma,
- Albrecht von Schaumburg-Lippe (ur. 24 października 1869; zm. 25 grudnia 1942)
- Maksymilian von Schaumburg-Lippe (ur. 13 marca 1871; zm. 1 kwietnia 1904),
- Batylda von Schaumburg-Lippe (ur. 21 maja 1873; zm. 6 kwietnia 1962),
- Adelajda Schaumburg-Lippe (ur. 22 września 1875; zm. 27 stycznia 1971),
- Aleksandra von Schaumburg-Lippe (ur. 9 czerwca 1879; zm. 5 stycznia 1949)